# Discografia di Rino Gaetano
Questa pagina contiene la discografia del cantautore italiano Rino Gaetano.

## Album in studio
- 1974 - Ingresso libero (It ZSLT 70024)
- 1976 - Mio fratello è figlio unico (It ZSLT 70029)
- 1977 - Aida (It ZPLT 34016)
- 1978 - Nuntereggae più (It ZPLT 34037)
- 1979 - Resta vile maschio, dove vai? (RCA Italiana PL 31449)
- 1980 - E io ci sto (RCA Italiana PL 31539)
- 1981 - Q Concert (RCA Italiana, Qdisc, PG 33417)

## Singoli
- 1973 - I Love You Maryanna/Jaqueline (It ZT 7047) (accreditato come Kammamuri's)
- 1974 - Tu, forse non essenzialmente tu/E la vecchia salta con l'asta (It, ZT 7054)
- 1974 - Tu, forse non essenzialmente tu/I tuoi occhi sono pieni di sale (It, ZT 7057)
- 1975 - Ma il cielo è sempre più blu (It ZT 7060)
- 1976 - Mio fratello è figlio unico/Sfiorivano le viole (It ZT 7062)
- 1976 - Berta filava/Mio fratello è figlio unico (It ZT 7064)
- 1977 - Aida/Escluso il cane (It ZBT 7078)
- 1977 - Aida/Spendi spandi effendi (It ZBT 7081)
- 1978 - Gianna/Visto che mi vuoi lasciare (It ZBT 7086)
- 1978 - Nuntereggae più/E cantava le canzoni (It ZBT 7091)
- 1979 - Resta vile maschio, dove vai?/Ahi Maria (RCA Italiana PB 6343)
- 1980 - E io ci sto/Metà Africa metà Europa (RCA Italiana PB 6487)

## Raccolte (parziale)
- 1981 - ...E cantava le canzoni (RCA Linea Tre)
- 1990 - Gianna e le altre... (BMG Ariola)
- 1993 - Aida '93 (BMG Ariola)
- 1996 - Superbest (BMG Ricordi)
- 1998 - La storia (BMG Ricordi)
- 1999 - I grandi successi di Rino Gaetano (BMG Ricordi)
- 2003 - Sotto i cieli di Rino (RCA Italiana)
- 2007 - Figlio unico (BMG Ariola)
- 2008 - The Essential Rino Gaetano (RCA Italiana)
- 2009 - Live & Rarities (RCA Italiana)
- 2010 - E cantavo le canzoni (RCA Italiana)
- 2014 - Solo con io (RCA Italiana)
- 2019 - Ahi Maria 40Th
- 2021 - Istantanee e tabù

Note: In alcune raccolte sono contenuti degli inediti: Solo con io e Le beatitudini (comparse per la prima volta in Gianna e le altre...), Donde esta el grano, Ufo a ufo, La ballata di Renzo e I miei sogni d'anarchia (in Live & Rarities), Ciao Charlie e Sandro Trasportando (in E cantavo le canzoni), Penso a lei e Dentro gli occhi miei (in Solo con io).

## Altro

### Singoli pubblicati all'estero
- 1978 - Corta el rollo ya/Y cantaba las canciones (RCA Victor, PB 6251; pubblicato in Spagna)
- 1979 - ¡Ay! María/Maestra del amor (RCA Victor, PB 6372; pubblicato in Spagna)

## Video
- 2007 - Figlio unico (BMG Ariola; CD/DVD)